# Championnat du Bangladesh féminin de football
Le championnat du Bangladesh féminin de football est une compétition de football féminin opposant les meilleurs clubs du Bangladesh.

## Palmarès

### Non officiel
- 2004 : Dhaka

### Tournoi interdistricts
- 2006 : Dhaka
- 2007 : Rangamati

### Championnat national
- 2009 : Ansar
- 2010 : non organisé
- 2011 : Ansar & VDP
- 2012 : Ansar & VDP
- 2014 : Mymensingh
- 2015-2016 : BJMC

### Ligue nationale
- 2011 : Sheikh Jamal Dhanmondi Club
- 2012 : non organisé
- 2013 : Dhaka Abahani Ltd
- de 2014 à 2019 : probablement non organisé
- 2020 : Bashundhara Kings
- 2021 : Bashundhara Kings
- 2022 : Bashundhara Kings